# 박상진 (축구 선수)
박상진(한국 한자: 朴相珍, 1987년 3월 3일 ~ )은 대한민국의 축구 선수이며 포지션은 풀백이다.

## 축구인 경력

### 선수 경력
2010년 강원 FC에 입단하여 데뷔 시즌에 18경기에 출전하였으며, 6년 간 활약 후 2015년 여름 자유계약으로 팀을 떠났다.